# Bobber

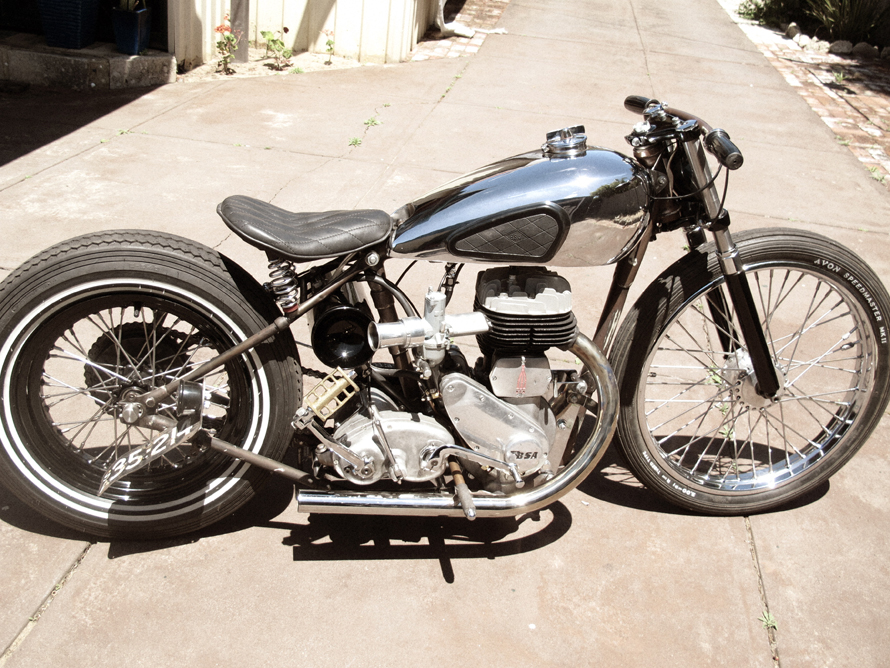
Uma bobber

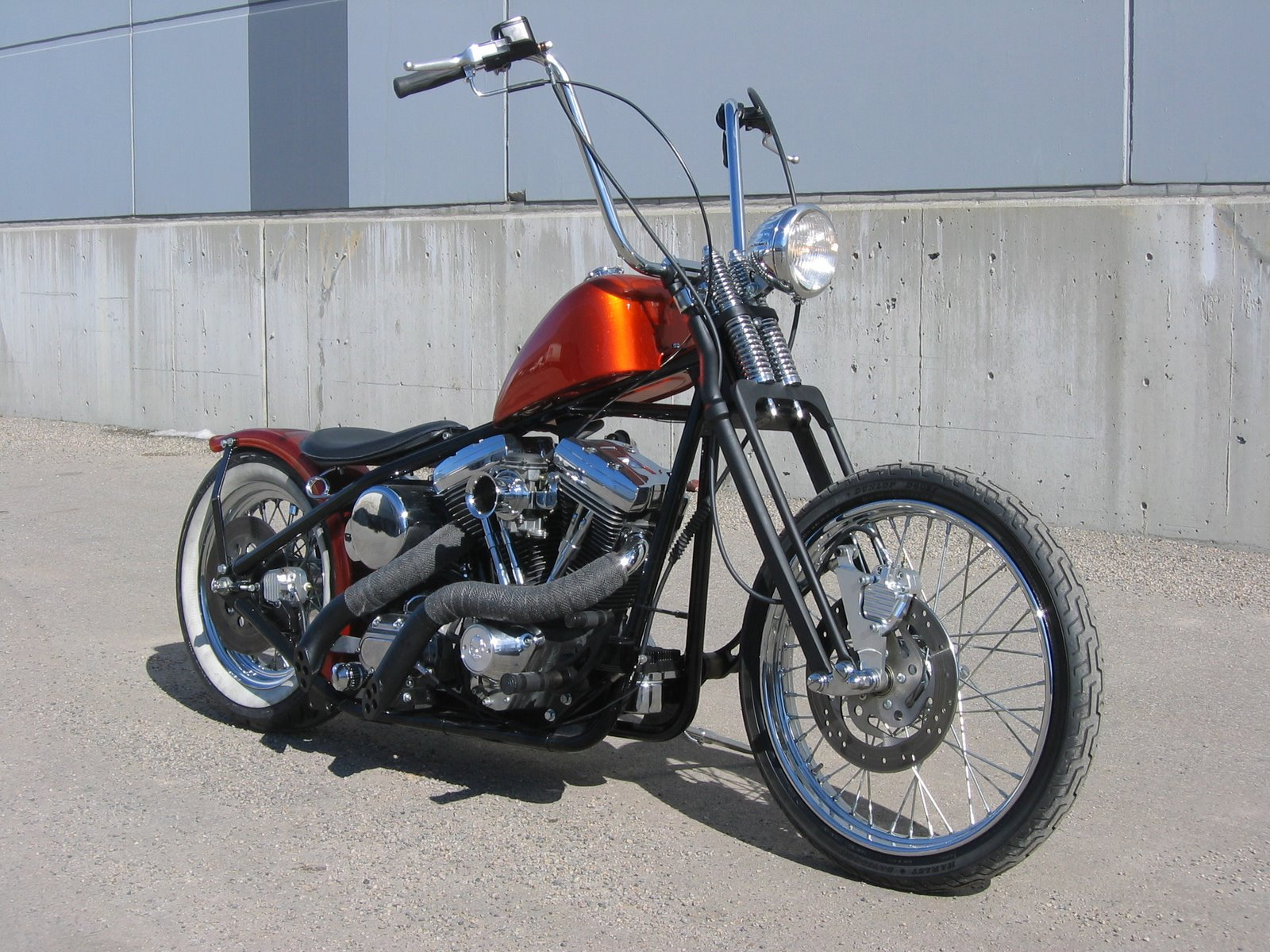
Uma bobber

As Bobbers nasceram com o regresso dos soldados americanos da Segunda Guerra Mundial, que começaram a retirar peças das viaturas militares da Harley-Davidson compradas do Exército dos Estados Unidos após o fim da guerra. Os pesados paralamas, proteções, luzes indicadoras e todo o supérfluo era retirado para deixar as motocicletas excedentes da Segunda Guerra Mundial mais leves e rápidas.

## Nomenclatura
O termo bobbing era usado em corridas de cavalo.